# ИРЭ-Полюс
ООО НТО «ИРЭ́-По́люс» (О́бщество с ограни́ченной отве́тственностью Нау́чно-техни́ческое объедине́ние «ИРЭ́-По́люс») —  исторически первое предприятие международной группы компаний IPG Photonics Corporation, являющейся мировым лидером в индустрии волоконных лазеров большой мощности. Учредители IPG LASER GMBH (Германия) и IPG Photonics Corporation ("Ай-Пи-Джи Фотоникс Корпорейшн", США). Производство расположено в городе Фрязино Московской области .
В настоящее время «ИРЭ-Полюс» — одна из трёх основных производственных площадок корпорации IPG Photonics. Совместно с другими компаниями, входящими в группу IPG Photonics, разрабатывает и серийно производит волоконные и лазерные оптические компоненты, узлы, модули, приборы, подсистемы и системы для волоконной, атмосферной и спутниковой оптической связи, кабельного телевидения, лазерной обработки материалов, оптической локации, дистанционного контроля промышленных объектов и атмосферы, контрольно-измерительных задач, сенсорики, научных исследований и биомедицины. НТО производит также специализированное оборудование для тестирования и ресурсных испытаний волоконно-оптических и лазерных компонент и модулей.
НТО «ИРЭ-Полюс», как и вся IPG Photonics, контролировалась В. П. Гапонцевым.
Объём реализации продукции компании в 2012 году составил 4,36 млрд рублей. Численность сотрудников — 560 человек.
28 октября 2009 года НТО «ИРЭ-Полюс» посетил Президент Российской Федерации Д. А. Медведев. Его визит был совмещён с заседанием Комиссии по модернизации и технологическому развитию экономики России.

## IPG Photonics
IPG Photonics Corporation было создано В. П. Гапонцевым в процессе развития НТО «ИРЭ-Полюс». В настоящее время приборы IPG Photonics используются в системах связи, на заводах, фабриках, в промышленных лабораториях, университетах и клиниках, в летательных аппаратах и системах контроля движения, а также многих других применениях. Круг заказчиков IPG Photonics превысил триста фирм и лабораторий в Европе, США, Японии, Канаде, Ближнем и Дальнем Востоке.
Группа IPG Photonics завоевала общепризнанный авторитет в мире волоконной и лазерной техники как одна из наиболее динамично развивающихся в мире компаний с мощным научно-техническим потенциалом.
В ней работает высококвалифицированный интернациональный коллектив сотрудников. Ведущий научно-технический потенциал IPG Photonics сосредоточен в США, Германии и России, где она имеет суперсовременные чистые лаборатории общей площадью до 5 тыс.м² и производственные мощности до 25 тыс.кв.м.